# Aemilius Wagler
Aemilius Theodor Wagler (* 23. Februar 1817 in Preschen, Landkreis Sorau; † 7. September 1883 in Guben) war ein deutscher klassischer Philologe und Gymnasiallehrer.

## Leben
Aemilius Wagler wurde als Sohn des Pfarrers im Niederlausitzer Dorf Preschen bei Forst (Lausitz) geboren. Einige Jahre später zog die Familie nach Guben, wo der Vater die Pfarrstelle an der Klosterkirche übernahm. Hier besuchte Wagler ab 1828 das Gymnasium, dessen Lehrer ihn in seiner Berufswahl sehr beeinflussten, wie aus seiner Dissertation hervorgeht. Nach der Reifeprüfung ging er 1836 zum Studium der Klassischen Philologie an die Friedrich-Wilhelms-Universität in Berlin, an der damals August Boeckh, Johann Gustav Droysen und Karl Gottlob Zumpt lehrten. Daneben besuchte Wagler theologische Vorlesungen bei August Neander und August Twesten. 1839, nach seinem Studienabschluss, ging er nach Hamburg, wo er zweieinhalb Jahre als Hauslehrer arbeitete und seinen Militärdienst ableistete.
Im März 1843 legte er seine Lehramtsprüfung ab und begann zu Ostern sein Probejahr an der Ritterakademie in Dom Brandenburg, das er ab Weihnachten bis Ostern 1844 am Pädagogium in Charlottenburg fortsetzte. Zugleich arbeitete er als Hilfslehrer am Saldernschen Gymnasium in Brandenburg (Havel) im Sommersemester 1843 und im Wintersemester 1843/44 am Pädagogium Charlottenburg. Hier wurde er im Oktober 1844 auch als Alumnatsinspektor angestellt, bis er im Oktober 1845 als Adjunkt an die Ritterakademie Brandenburg wechselte. Im gleichen Jahr wurde er in Marburg mit einer lateinischen Abhandlung über die Troerinnen des Euripides, die 1845 im Druck erschien, zum Dr. phil. promoviert.
Bereits zu Ostern 1846 wechselte Wagler als Konrektor an die Realschule in Colberg, die kurz zuvor aus der dortigen Ratsschule hervorgegangen war und 1848 staatlich anerkannt wurde. Hier unterrichtete er Latein, Hebräisch, Englisch, Religion, Geschichte und Geographie und wirkte seit 1857 an der Umwandlung der Realschule in ein Gymnasium mit realistischen Nebenklassen mit, die mit dem ersten Abiturienten-Examen 1861 abgeschlossen wurde. Wagler wurde mit der zweiten Oberlehrerstelle betraut und 1862 zum Gymnasialprofessor ernannt. Neben der schulischen Tätigkeit veröffentlichte er zu dieser Zeit ein Lateinisches Elementarbuch (1847, 2. Auflage 1861), das lange an der Schule benutzt wurde, sowie eine Programm-Abhandlung über Die deutschen Sprachgesellschaften des 17. Jahrhunderts (1857).
Zu Beginn des Jahres 1862 erreichte Wagler ein Ruf, das Direktorat des Gubener Gymnasiums zu übernehmen. Zum 2. Mai 1862 folgte er ihm und kehrte in seine Heimatstadt zurück, wo er bis zu seinem Tode lebte und wirkte. Während seiner Amtszeit nahm das Gubener Gymnasium großen Aufschwung: 1864 richtete Wagler die Jahre zuvor abgeschafften Realklassen wieder ein, 1868 vollzog er den Umzug der Schule in das neue Gebäude in der Gubener Neustadt. In den Jahren seiner Wirkung verdreifachte sich die Zahl der Schüler und Lehrer. Waglers eigener Unterricht konzentrierte sich auf Latein und Englisch. Neben der Schulverwaltung und dem Unterricht veröffentlichte er 1864/1865 im Schulprogramm eine Handschrift aus der Schulbibliothek zum Leben des Herzogs Bogislaw X. der Große. Seine Tätigkeit wurde 1879 durch die Verleihung des Roten Adlerordens IV. Klasse anerkannt.
In den letzten zwei Jahren seines Lebens nahm seine Kraft langsam ab. Er verstarb zu Beginn des neuen Schuljahres 1883 nach seiner zweiten Kurreise.